# Loch Sunart
Der Loch Sunart ist eine fjordartige Meeresbucht an der Westküste Schottlands.

## Etymologie
Das schottisch-gälische Substantiv Loch bezeichnet entweder einen marinen sea loch oder einen Binnensee. Sunart, schottisch-gälisch Shuaineart, ist altnorwegischen Ursprungs und bedeutet der Fjord des Svein.

## Geographie
Der etwa 1,5 Kilometer breite Loch Sunart ist der größte sea loch im Highland Council Area. Er erstreckt sich auf 33 Kilometer mehr oder weniger in West-Ost-Richtung. Seine maximale Tiefe von 124 Meter wird östlich der kleinen Insel Càrna am Eingang zum auf seiner Südseite gelegenen Loch Teacuis gemessen. Weitere Inseln im Loch sind Oronsay seewärts von Càrna, das kleine Risga, das entlang des Nordufers zwischen den beiden genannten Inseln liegt, sowie Eilean Mòr gegen Ende des Lochs südlich vom Beinn Resipol (845 Meter).
Der Loch Sunart wird auf seiner Nordseite im Osten vom Sunart-Distrikt und im Westen von der Ardnamurchan-Halbinsel umgeben. Seine Südseite bildet die Nordbegrenzung der Morvern-Halbinsel.
Größere Erhebungen in nicht allzu weiter Entfernung vom Loch Sunart sind auf seiner Nordseite (ausgehend von Westen) der Ben Hiant (528 Meter) in direkter Nähe der Maclean's Nose (Einfahrt zum Loch), der Ben Laga (512 Meter), der Beinn Resipol und schließlich der Garbh Bheinn (885 Meter). Seine Südseite umrahmen der Meall an Damhain (516 Meter), der Beinn nam Bathach (582 Meter), der Fuar Beinn (765 Meter) und der Creach Bheinn (853 Meter) am östlichen Ende. Die Berge gewinnen somit nach Osten an Höhe.
Die meisten Ansiedlungen finden sich am Nordufer des Lochs. Hierunter ist das am Ostende gelegene Strontian am Bedeutendsten. Erwähnenswert sind ferner Ardslignish am Eingang, Glenbeg, Glenborrodale, Salen, Resipole, Ardery, Ceol na Mara und Ardnastang. Auf der Südseite befindet sich nur Liddesdale mit dem Laudale Estate. Verkehrsmäßig verbinden die A 861 am Nordufer Strontian mit Salen und im Anschluss die B 8007 Salen mit Ardslignish. Abzweigend von der A 861 folgt die A 884 nur für wenige Kilometer dem Südostufer und biegt dann bei Liddesdale in Richtung Lochaline im Süden. Das gesamte restliche Südufer in Richtung Meer ist mit Ausnahme kleinerer privater Zugangsstraßen verkehrsmäßig so gut wie unerschlossen.

### Hydrographie
Der Meeresboden des Loch Sunarts bildet kein gleichmäßig durchgehendes Tal, sondern wird durch zwei Schwellen in drei Beckenabschnitte unterteilt. Die erste Schwelle liegt 33 Meter tief und befindet sich nördlich von Càrna. Sie trennt somit den Außenbereich vom restlichen Loch ab und verhindert Tiefenwasserzirkulation aus dem Nordatlantik. Der Wasseraustausch findet nur rein oberflächlich statt. Die 600 Meter breite und 500 Meter lange zweite Schwelle ist nur noch 8 Meter tief und verläuft beim Laudale Estate an den Laudale Narrows (Laudale-Engen). Sie trennt das bis zu 124 Meter tiefe Haupt- vom Innenbecken, das noch bis zu 91 Meter tief wird. Die Zirkulation zwischen Innen- und Hauptbecken ist folglich wegen der bedeutenden Schwelle noch stärker eingeschränkt. Sie erfolgt hauptsächlich über diffusive Prozesse und seltene Sturmereignisse.

## Geologie

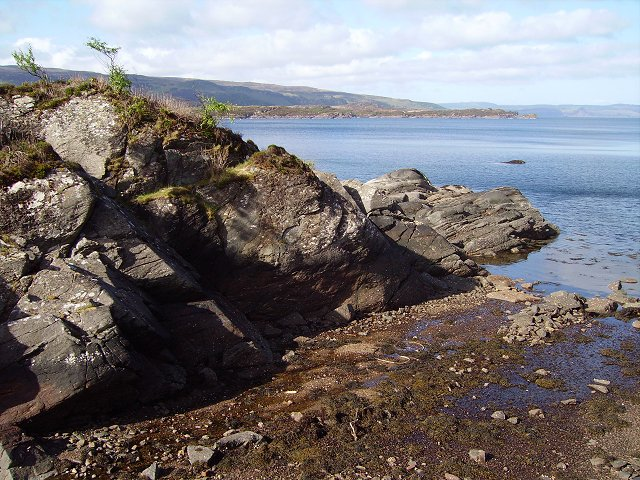
Nordküste bei Glenborrodale mit Gesteinen der Morar Group

Der Loch Sunart durchquert an seinem Ostende den Strontian-Pluton bis etwas westlich von Liddesdale. Das Fjordende beginnt in der Fazies Gleichkörniger Quarzmonzodiorit, wechselt aber sehr rasch in die Fazies Porphyrischer Quarzmonzodiorit. Der Quarzmonzodiorit ist 425 Millionen Jahre alt und stammt aus dem Silur. Bei Liddesdale wird dann erneut die gleichkörnige Fazies angetroffen. Weiter nach Westen erscheinen die hochmetamorphen Gesteine der neoproterozoischen Moine-Supergroup (meist Metapsammite), die hier durch die Glenfinnan Group vertreten wird. Bei Resipole überschiebt die Glenfinnan Group die ebenfalls zur Moine Supergroup gehörende Morar Group in westlicher Richtung. Trotz der metamorphen Veränderungen lassen aber beispielsweise die Upper Morar Psammites noch gut ihren ursprünglichen Gesteinscharakter erkennen – was in anderen Teilen Schottlands nicht mehr der Fall ist. Die Morar Group stellt dann das gesamte nördliche Ufer, läuft aber entlang des Südufers kurz vor Ende des Lochs aus. Anstatt der Metasedimente treten hier jetzt bis zur Landspitze Auliston Point tertiäre Vulkanite (so genannte Morvern Lavas) in Erscheinung, welche bereits zur British Tertiary Igneous Province (BTIP) zu rechnen sind und zu den Eruptionszentren von Ardnamurchan und auch Mull gehören. Es stehen vor allem Nordwest-Südost-streichende Basaltgänge an, welche etwa 65 bis 60 Millionen Jahre alt sind und aus dem Paläozän stammen. Vorhanden sind auch kreisförmige bis elliptische Förderschlote (engl. plugs), die auch noch in der Morar Group zu finden sind. Einige unter ihnen führen Gesteinseinschlüsse der Moinian Supergroup. Bei den Schloten handelt es sich um Dolerite und Diorite.

### Ende der letzten Kaltzeit und holozäne Entwicklung

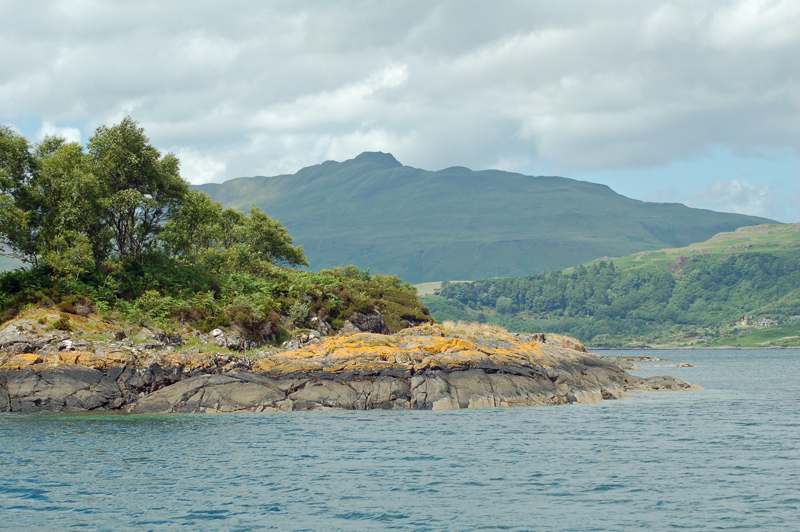
Glazial verschliffene Gesteine der Morar Group im Norden Oronsays

Bedingt durch die Teilbeckennatur des Lochs wirkt dieser als idealer Sedimentfänger. In ihm haben sich seit dem Letzteiszeitlichem Maximum vor rund 22.000 Jahren gut 25 Meter an datierbaren Sedimenten angesammelt. Ihre Untersuchung ergibt an einem gewonnenen Bohrkern folgendes Bild: 
- glaziale Bedingungen bis 16.000 Jahre vor heute
- Eisrückgang mit den Stufen Bölling-Interstadial, Alleröd-Interstadial und der raschen Erwärmung zu Beginn des Präboreals
- weitere globale Erwärmung im Boreal und im Atlantikum
- Anpassung an moderne Bedingungen des Subboreals und Subatlantikums.

Die Eismassen hielten sich bis zirka 17.000 Jahre vor heute. Der erste Schmelzwasserpuls dauerte von 15.500 bis 13.000 Jahre vor heute. Die Schmelzwasserproduktion war in dieser Zeitspanne stark erhöht und Schotterfelder entstanden auf den Hanglagen. Sich umwälzendes Brackwasser erfüllte den Loch, auf dessen Boden sich ebenfalls Schotter ansammelten. Um 12.500 Jahre vor heute kam es zum erneuten Kälteeinbruch der Jüngeren Dryas und die Gletscher stießen wieder vor. Dennoch konnten sich erste Zwergkoniferen und Tundrengewächse auf den Seitenhängen des Lochs etablieren und am Ufer siedelte eine Marschvegetation an. Küstenwässer flossen ein und vermischten sich. Darunter entstand jedoch ein eingeschränkter, stagnierender, anoxischer Lebensraum. Zwischen 12.200 und 10.100 Jahre vor heute erfolgte der zweite Schmelzwassereinbruch. Die Gletscher wichen jetzt endgültig zurück. Ihr Schmelzwasser löste die anoxische Zone wieder auf und sedimentierte erneut grobes Material am Grund. Die Brackwasserlage blieb aber weiter bestehen und füllte jetzt den gesamten Loch aus. Um 7.500 Jahre vor heute wurde dann das klimatische Optimum erreicht. Ein Mischwald aus Koniferen und Laubbäumen besiedelte die Uferränder und die Hanglagen. Küstenwasser strömte erneut an, aber auch jetzt bildete sich darunter wieder eine anoxische Zone heraus. Voll marine Bedingungen im Loch herrschten um 6.000 Jahre vor heute, dies war auch der Zeitpunkt mit dem höchsten Meeresspiegel. Die heutigen Verhältnisse bestehen seit zirka 5.500 Jahren vor heute. Der Mischwald hat sich seit dem Optimum wieder aufgelichtet. Da aber in diesem Gebiet ein Absinken des Meeresspiegels festzustellen war, konnte sich die Marschvegetation weiter in Richtung Loch ausbreiten. Die Küstenwasserzirkulation besteht jetzt nach wie vor und kann auch bis auf den Grund einwirken – und somit eine Stagnation des Gewässers verhindern.
Die Dryas war aber nicht der einzige Kälterückschlag. Anhand von Foraminiferen konnten (inklusive der Kleinen Eiszeit) weitere Kälteereignisse auch um 8.200, 5.500 und 3.500 Jahre vor heute festgemacht werden.

## Archäologie

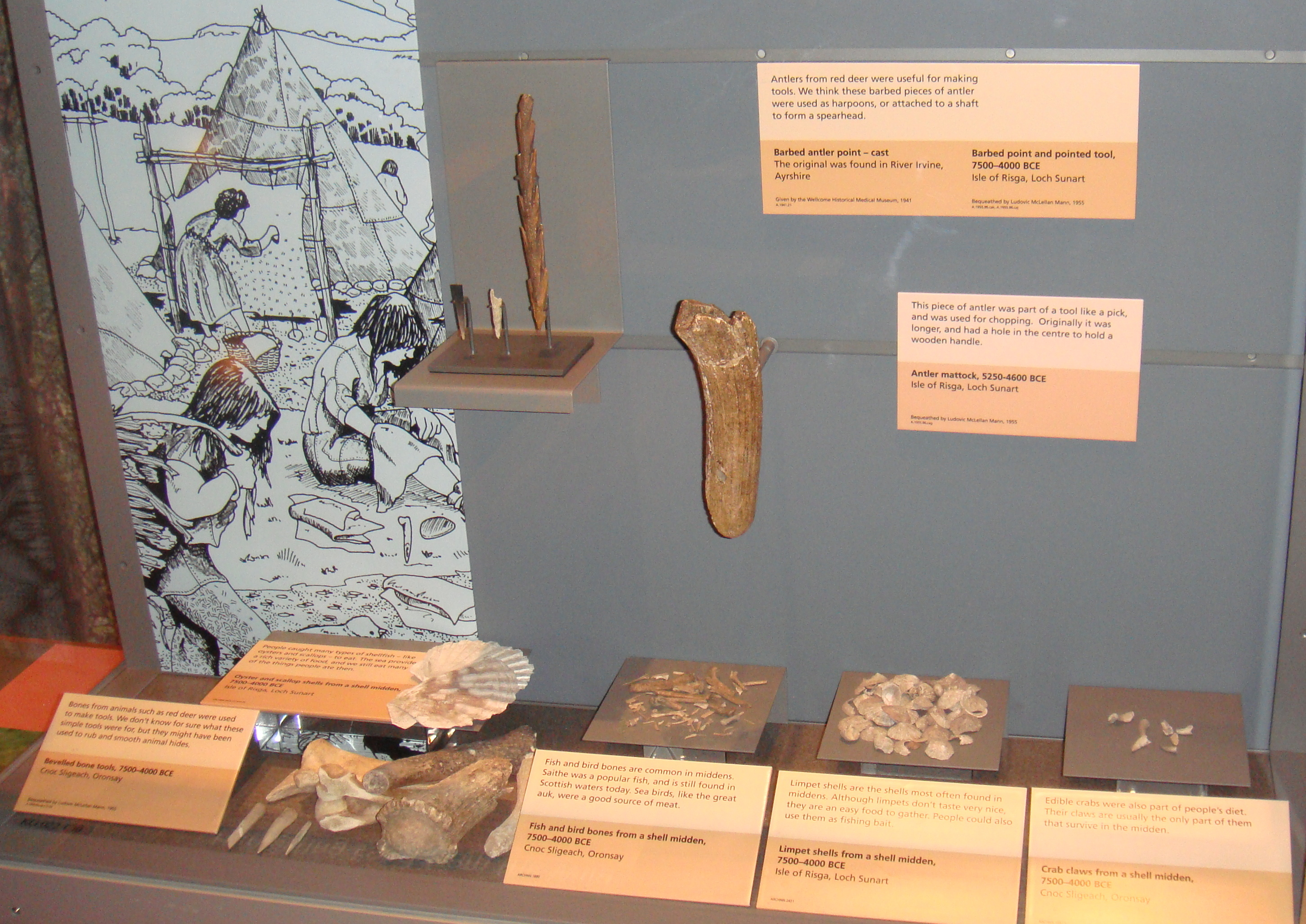
Artefakten von Risga in der Kelvingrove Art Gallery in Glasgow

Auf der Insel Risga wurden ab den 1920ern Artefakten entdeckt, welche von der Wende Mesolithikum/Neolithikum stammen. Die Funde fallen in etwa in den Zeitraum 9.500 bis 6.000 Jahre vor heute und enthalten gut 5.000 Quarzabschläge, Feuersteine sowie Blutjaspis, darunter auch gefiederte Spitzen. In Anbetracht des nur 12 Hektar großen Areals ist die Zahl der Funde enorm. Radiokohlenstoffdatierungen erbrachten kalibrierte Zeitspannen von 7.207 bis 6.705 Jahre vor heute und 6.932 bis 6.550 Jahre vor heute.
Geweihstangen von Rotwild (5.240 bis 4.600 Jahre vor heute) waren zu Grabwerkzeugen hergerichtet worden. In den Küchenabfallhaufen finden sich Muschelschalen von Austern, Kammmuscheln, Napfschnecken und Krabbenscheren (7.500 bis 4.000 Jahre vor heute). An Knochenfunden sind zu erwähnen Rothirsch (Cervus elephas), Reh (Capreolus capreolus) und Schwein (Sus scrofa).

## Klima
Loch Sunart besitzt ein Ozeanisches Klima, das relativ mild, nass und windig ist. Der Jahresniederschlag beträgt rund 2150 Millimeter. Die Jahresmitteltemperatur liegt bei 8 °C. Die Temperaturschwankungen im Jahresverlauf sind nur gering.

## Ökologie

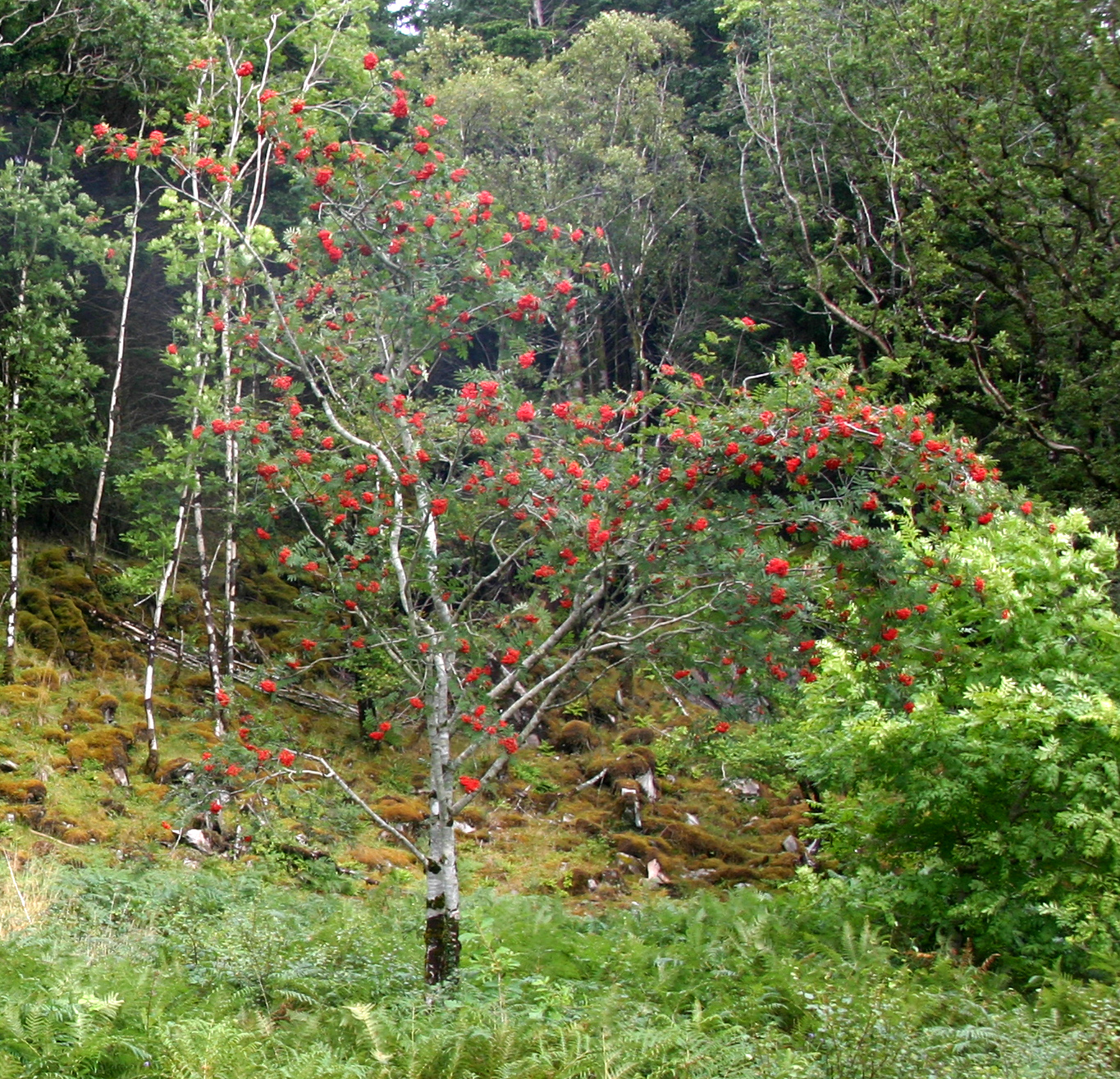
Eberesche am Loch Sunart

Der Loch Sunart beherbergt einen Site of Scientific Interest (abgekürzt SSI – Standort wissenschaftlichen Interesses) – den Sunart Site of Scientific Interest (SSSI). Dieser bildet seinerseits seit 1995 Teil eines Special Area of Conservation (SAC) – dem Sunart Special Area of Conservation, das europäischen Richtlinien im Naturschutz (Natura 2000) entspricht. Der SSSI erstreckt sich über mehr als 32 Kilometer entlang beider Ufer des Lochs. Innerhalb des Vereinigten Königreichs stellt er eines der ausgedehntesten Gebiete seminaturellen Waldes dar. Im europäischen Kontext ist er von Bedeutung für seinen nordwestatlantischen Randlagencharakter mit sehr reichhaltigen Bryophyten- und Flechtenvergesellschaftungen.
In ihm eingeschlossen sind auch mehrere Hochlandhabitate, eine große Reihe von Gefäßpflanzen, Nicht-Gefäßpflanzen (Algen und Moose) und drei Invertebratengruppen. Sehr schön illustriert werden in ihm Küstencharakteristiken von sea lochs entlang der Westküste Schottlands, wobei sich Felsküsten mit Salzmarschen und anderen intertidalen Meereshabitaten abwechseln. Vor allem bestehen noch vollständig erhaltene Übergänge von Küsten- zu Waldhabitaten – was heutzutage in Großbritannien vollkommen ungewöhnlich geworden ist.
Die Heidelandschaften können in nordatlantische Nassheiden mit Glocken-Heide (Erica tetralix) und in europäische Trockenheiden unterteilt werden.

### Bewaldung

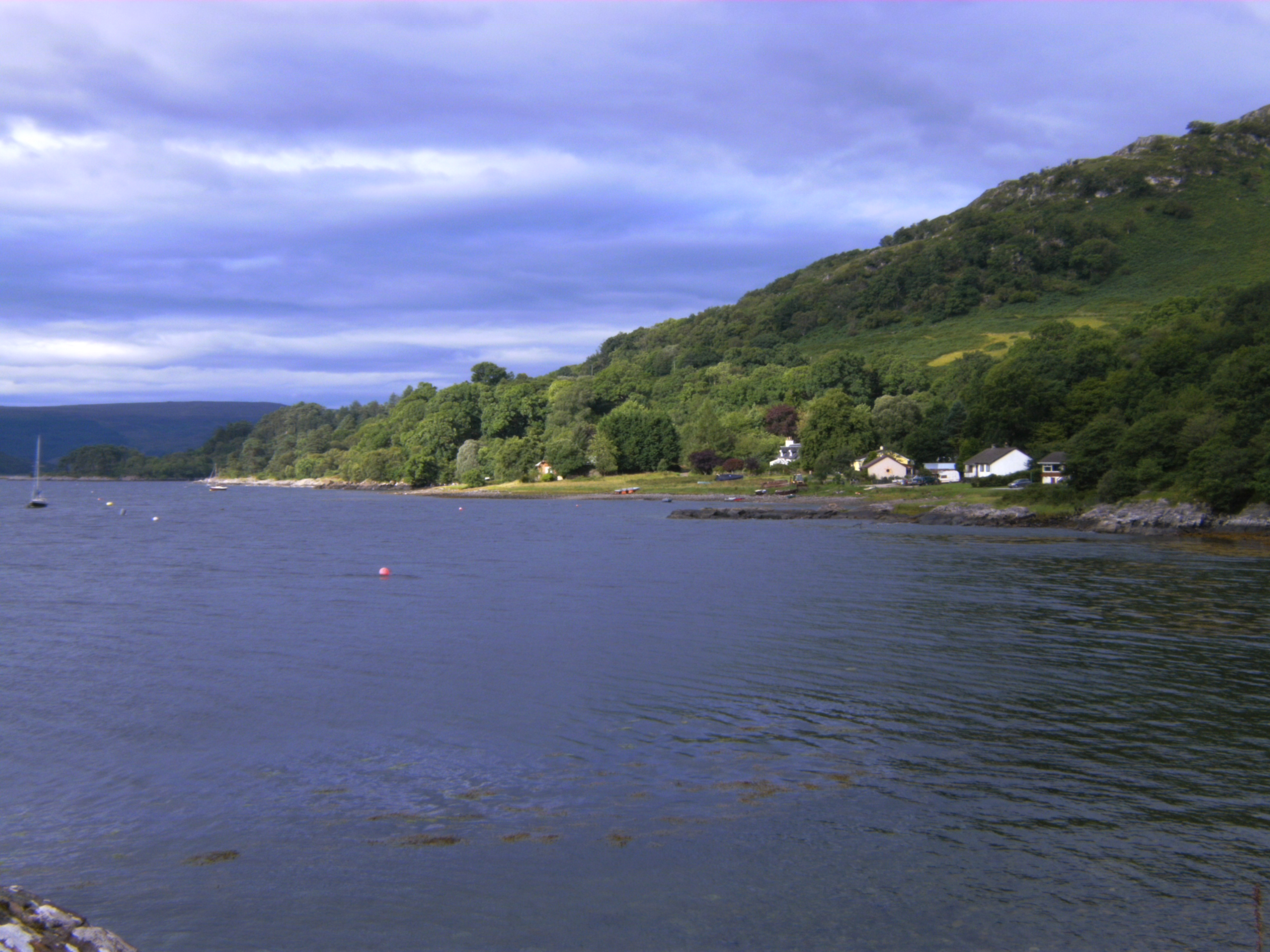
Laubmischwald am Loch Sunart

Das Gebiet um Loch Sunart enthält die reichhaltigsten und extensivsten Traubeneichenwälder (Quercus petraea) im Vereinigten Königreich und ist stellvertretend für die Bryophytenzone der mittelwestlichen Highlands. Die alten Wälder sind noch im halbnatürlichen Zustand und werden von Eichen zusammen mit Europäischer Stechpalme (Ilex aquifolium) und Rippenfarnen (Blechnum) dominiert. Darunter mischen sich Birkenarten, Haselnuss (Corylus avellana), Erlen wie beispielsweise (Alnus glutinosa) und Weiden. Die beiden letzteren Taxa bevorzugen nasse Böden. Eschen sind an reichhaltigere Böden gebunden. Höher an den Hängen hinauf machen Eichen den Birken langsam Platz. Im Unterstockwerk herrscht eine fleckenartige Verteilung von Eberesche, Stechpalme und Hasel. 
Die Wälder beherbergen eine sehr reichhaltige Farnflora, eine beeindruckende Reihe von Flechten, so auch Gemeinschaften mit Echter Lungenflechte (Lobaria pulmonaria) und viele andere seltene Taxa. An Schutthängen, Rinnen und Schluchten gedeihen Lindengewächse und Ahorne. In ihnen wachsen ferner Eschen, Birken und Ulmen, aber auch Hasel, Eberesche und Vogelkirsche bis auf 300 Meter hinauf.
Seit den 1950ern wurden massenweise Koniferen neu gepflanzt. Diese ökologische Fehlentscheidung wird aber seit 1995 sukzessiv revidiert und es wird versucht, das ursprüngliche Waldland wiederherzustellen.

### Pflanzenvergesellschaftungen

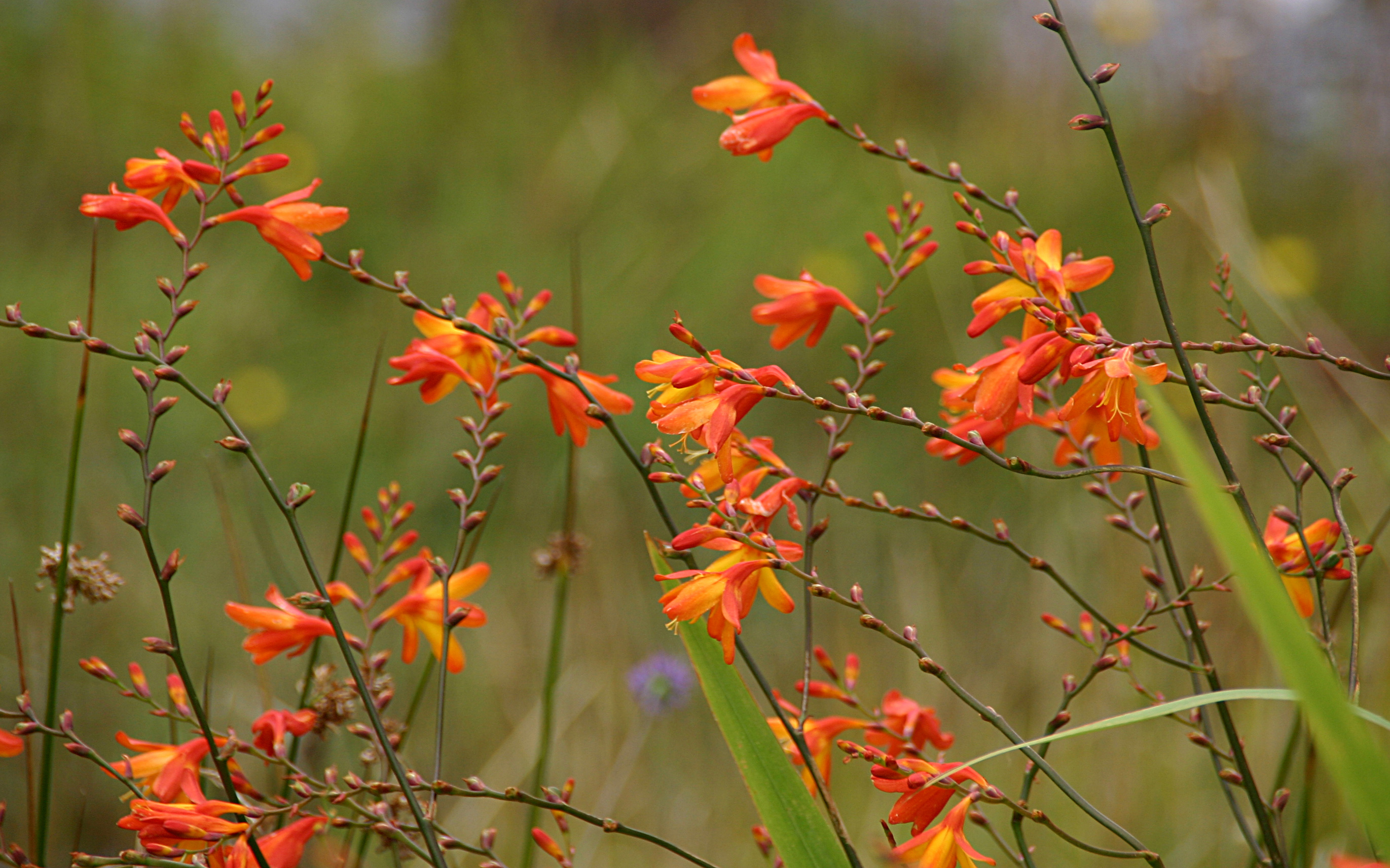
Lilien am Loch Sunart

Lichtungen in den Wäldern werden meist von der Besenheide (Calluna vulgaris), der Heidelbeere (Vaccinium myrtillus), der Drahtschmiele (Deschampsia flexuosa) und dem Adlerfarn (Pteridium aquilinum) dominiert. Unterhalb der Waldkrone machen sich gewöhnlich der Waldsauerklee (Oxalis acetosella), das Harzer Labkraut (Galium saxatile) und der Wiesen-Wachtelweizen (Melampyrum pratense) breit. Auf nährstoffreicheren basaltischen Böden (am südlichen Eingang zum Loch) und in Vertiefungen sind als Bodenbewuchs das Wald-Bingelkraut (Mercurialis perennis), das Große Hexenkraut (Circaea lutetiana) und der Wald-Sanikel (Sanicula europaea) zu nennen. In Küstennähe treten gehäuft hochwachsende Pflanzen auf wie beispielsweise das Echte Mädesüß (Filipendula ulmaria), Echter Baldrian (Valeriana officinals) und die Sumpf-Schwertlilie (Iris pseudacorus), oft in Begleitung von der Salzbunge (Samolus valerandi). Unter den herausstechenden Pflanzen sei die Orchidee Langblättriges Waldvöglein (Cephalanthera longifolia) bei Woodend angeführt.
Als Anzeiger des ozeanischen Klimas fungieren das Weiße Schnabelried (Rhynchospora alba), das Schwarze Kopfried (Schoenus nigricans) und das Fettkraut (Pinguicula lusitanica) – darunter ist auch der Mittlere Sonnentau (Drosera intermedia) zu finden. Sehr nasse Lagen zwischen Resipole und Camus a'Choirce werden von örtlich sehr verbreiteten Ständen von Qirlblättrigem Kümmel (Carum verticillatum) eingenommen.
Der Bodenbewuchs in, zwischen und oberhalb der Waldungen setzt sich aus einem Mosaik von Trocken- und Nassheiden zusammen, ergänzt von Sumpfpolstern, dicht wachsenden Sauergräsern, kalkliebenden Gräsern und Neubewuchs. Die Trockenheiden siedeln sich meist auf felsigen Partien und Gesteinserhebungen an, in Küstennähe finden sich in diesem Habitat dann die Schwarze Krähenbeere (Empetrum nigrum) und die Echte Bärentraube (Actostaphylos uva-ursi).

### Fauna
Eine ganze Bandbreite von wichtigen Tierarten sind vertreten. Bei den Invertebraten als wertvoll zu nennen sind die Habitate von Heteropterinae wie Carterocephalus palaemon und Waldameisen wie die Starkbeborstete Gebirgswaldameise (Formica lugubris) und die Schwachbeborstete Gebirgswaldameise (Formica aquilonia), deren Haufen besonders schützenswert sind. Anzuführen sind ferner mehrere Echte Motten, Tipuloidea, Schwebfliegen, Libellen und Kleinlibellen.
Bei den Vertebraten besteht eine gesunde Fischotterpopulation (Lutra lutra) und nördlich von Salen eine Population von Eurasischem Eichhörnchen (Sciurus vulgaris). Besonderen Schutz verdienen die Nester von Fischadlern, die Bauten von Ottern (über 1400 wurden rezensiert) und Dachsen (Meles meles). Zugegen sind auch Baummarder (Martes martes) und Zwergfledermäuse der Gattung Pipistrellus. In Richtung Ardnamurchan kommen Europäische Wildkatzen (Felis sylvestris) vor. Auf Inseln und kleinen Riffen im Loch lassen sich oft auch Seehunde nieder.
An Großwild beherbergen die Wälder den Rothirsch (Cervus elephas), Rehe (Capreolus capreolus) und den Sikahirsch (Cervus nippon).

### Küste
Der Küstenverlauf am Loch Sunart ist vorwiegend felsiger Natur, nur in Buchten stellen sich auch Salzmarschen ein. An Bäumen umringen vor allem Erlen und Espen die Uferlinie. In Felsspalten gedeiht vor allem die Strand-Grasnelke (Armeria maritima). Die Salzmarschenvegetation besteht hauptsächlich aus Strand-Wegerich  (Plantago maritima), Gewöhnlicher Rot-Schwingel (Festuca rubra), Bodden-Binse (Juncus gerardii) und Strand-Milchkraut (Glaux maritima). In der Nähe von einströmendem Süßwasser und Quellen werden die Rote Quellbinse (Blysmus rufus) und die Einspelzige Sumpfbinse (Eleocharis uniglumis) örtlich sehr häufig. Ununterbrochene Übergänge zwischen Küsten- über Salzmarschhabitat und Irisständen hin zum Waldland finden sich beispielsweise bei An Cnap an der Bucht von Sailean nan Cuileag.

### Fischerei
Ein beträchtlicher Teil des Lochs wird zu Zwecken der Aquakultur verpachtet. Seit den 1980ern wird auch Fischzucht betrieben, ursprünglich nur zur Heranzucht von Lachsen, mittlerweile sind aber auch andere Fischarten hinzugekommen.

### Meeresschutz
Im Jahr 2014 wurden die gesamten 49 Quadratkilometer des Loch Sunarts zum Nature Conservation Marine Protected Area (abgekürzt NCMPA – marines Schutzgebiet) erklärt. Hauptansinnen war, die Bänke der Klaffenden Feilenmuscheln und die Haarsternpopulationen von Leptometra celtica vor Schaden zu bewahren. Hierzu gehören auch Kalkröhrenwürmer (Serpuliden), Schwämme, Seesterne und Schlangensterne. Die International Union for Conservation of Nature (IUCN) hat das Schutzgebiet in ihre Kategorie IV eingereiht. Innerhalb des Schutzgebiets ist der Einsatz von Fangnetzen und anderem Fanggerät generell verboten, bei Hummern sind jedoch in manchen Teilen des Lochs nach wie vor Hummerfallen erlaubt.
Das neue Schutzgebiet am Loch Sunart bildet nur Teil eines wesentlich größeren NCPMAs. Dieses umfasst 741 Quadratkilometer und trägt die Bezeichnung Loch Sunart to the Sound of Jura (Loch Sunart bis zum Sund von Jura). Hierin eingeschlossen sind neben dem Sound of Jura auch der Sound of Mull und der Firth of Lorne. Es wurde hauptsächlich zum Schutz der Glattrochenpopulation eingerichtet, es soll aber auch die quartärgeologischen Besonderheiten dieses Meeresabschnittes bewahren helfen.

## Die schwimmende Kirche

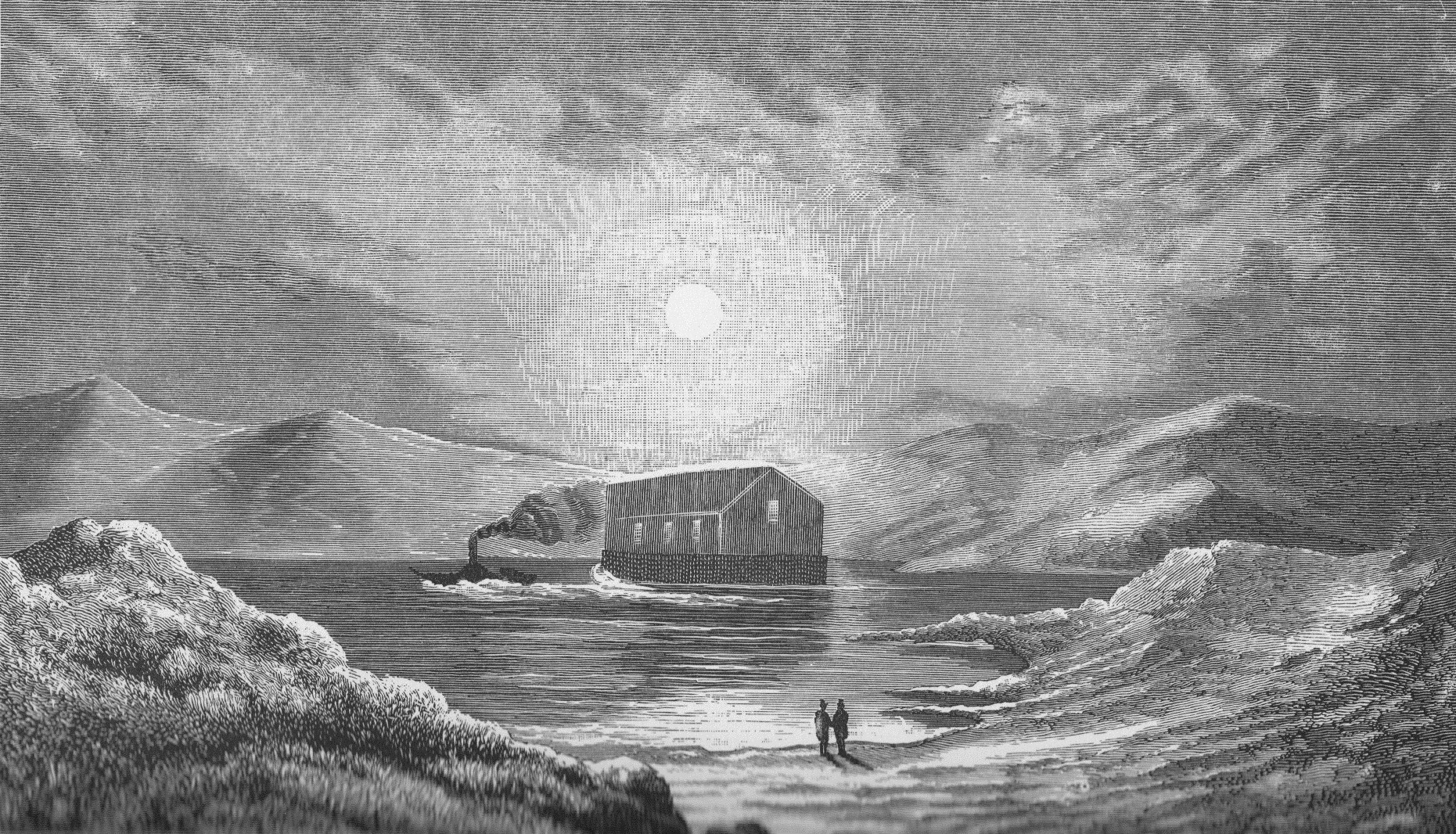
Die Schwimmende Kirche wird in den Loch geschleppt

Bei der Disruption im Jahre 1843 verweigerte ein örtlicher Landeigner der Free Church of Scotland die Erlaubnis, auf seinem Land eine Kirche errichten zu dürfen. Graham Speirs kam daher auf die Idee, eine schwimmende Stahlkonstruktion als Gebäude zu verwenden. Nach Verzögerungen wurde diese schließlich fertiggestellt und am Mittwoch, den 8. Juli 1846 zu ihrem Liegeplatz geschleppt. Der Liegeplatz war nicht unbedingt vorteilhaft gewählt worden, er befand sich unterhalb von Ardnastang in der Bucht von Eilean a' Mhuirich ungefähr 2 Kilometer westlich von Strontian. Am Freitag um drei Uhr Nachmittag war die schwimmende Kirche dann 150 Meter vom Festland sicher verankert. Am Sonntag morgen zwischen 10 und 12 Uhr wurde auf ihr dann zum ersten Mal Gottesdienst gefeiert. Von ihr wehte eine große blaue Fahne mit der Inschrift An Eaglais Shaor (Die Freie Kirche).

## Sage
Einer örtlichen Sage zufolge soll die Abwesenheit von Schwänen im Loch Sunart auf eine unglückliche Liebesgeschichte zwischen einem jungen keltischen Stammesfürsten und einem einheimischen Mädchen zurückgehen. Seine Mutter war jedoch gegen eine Hochzeit der beiden und verwandelte das Mädchen kurz darauf in einen Schwan, um die Liebschaft zu beenden. Auf einer Jagd erlegte der junge Mann dann unbeabsichtigter Weise den Schwan. Als er erfuhr, wer der Schwan wirklich war, tötete er sich selbst, um mit dem Schwan auf dem Grund des Lochs wieder zusammen sein zu können. Seit dieser Geschichte meiden Schwäne jedoch den Loch.

## Photogalerie

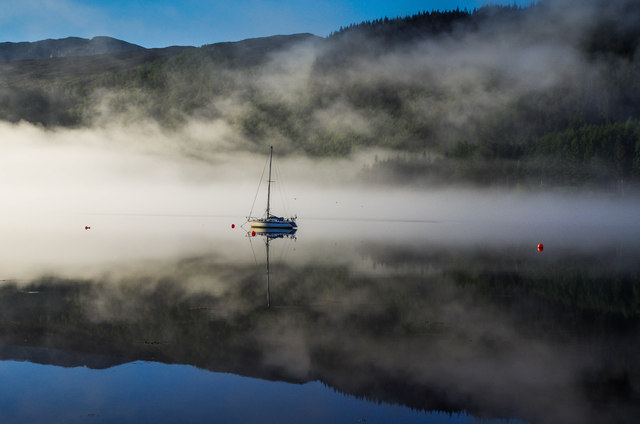
Morgenstimmung am Loch
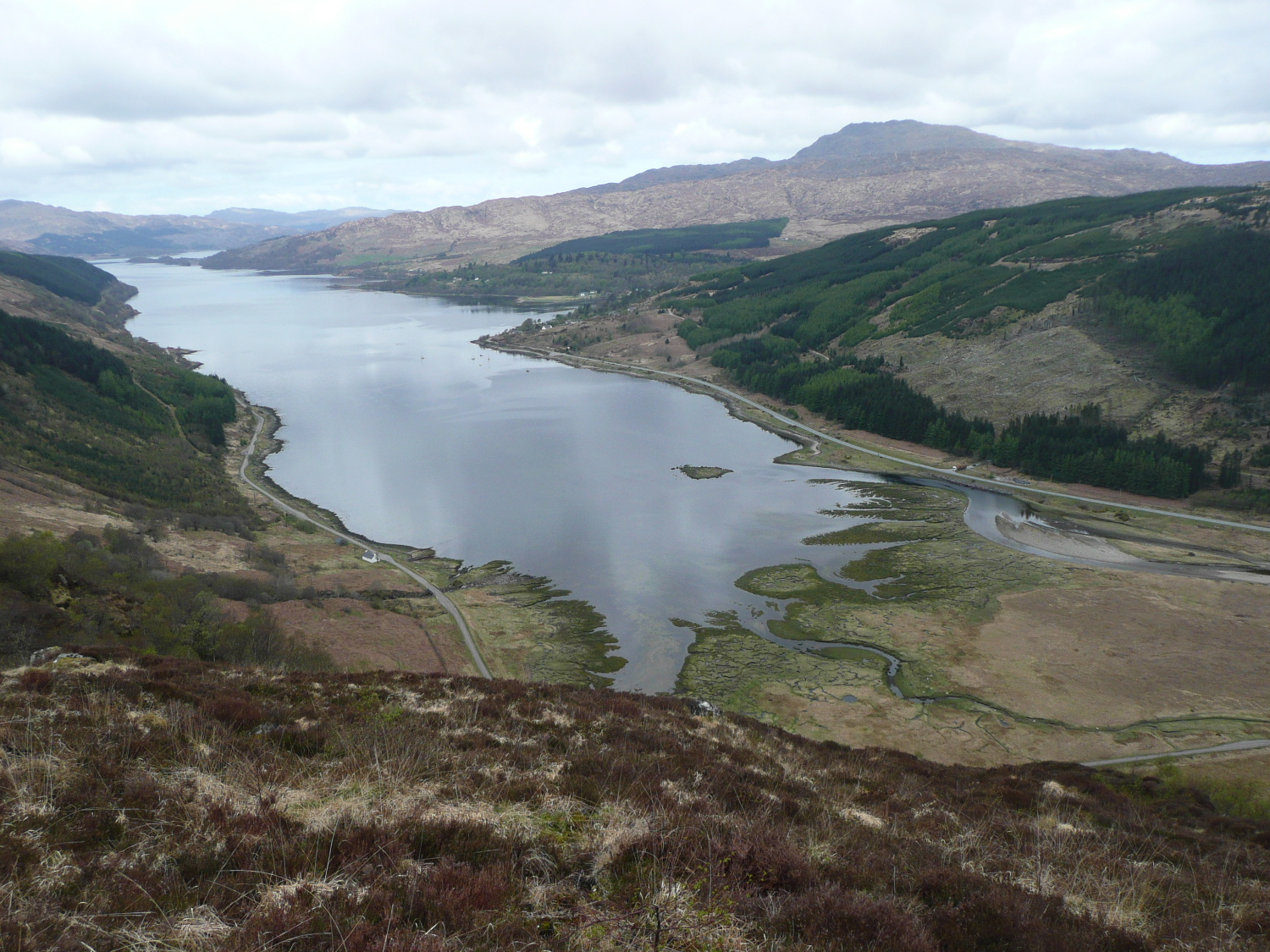
Das Ostende des Loch Sunarts
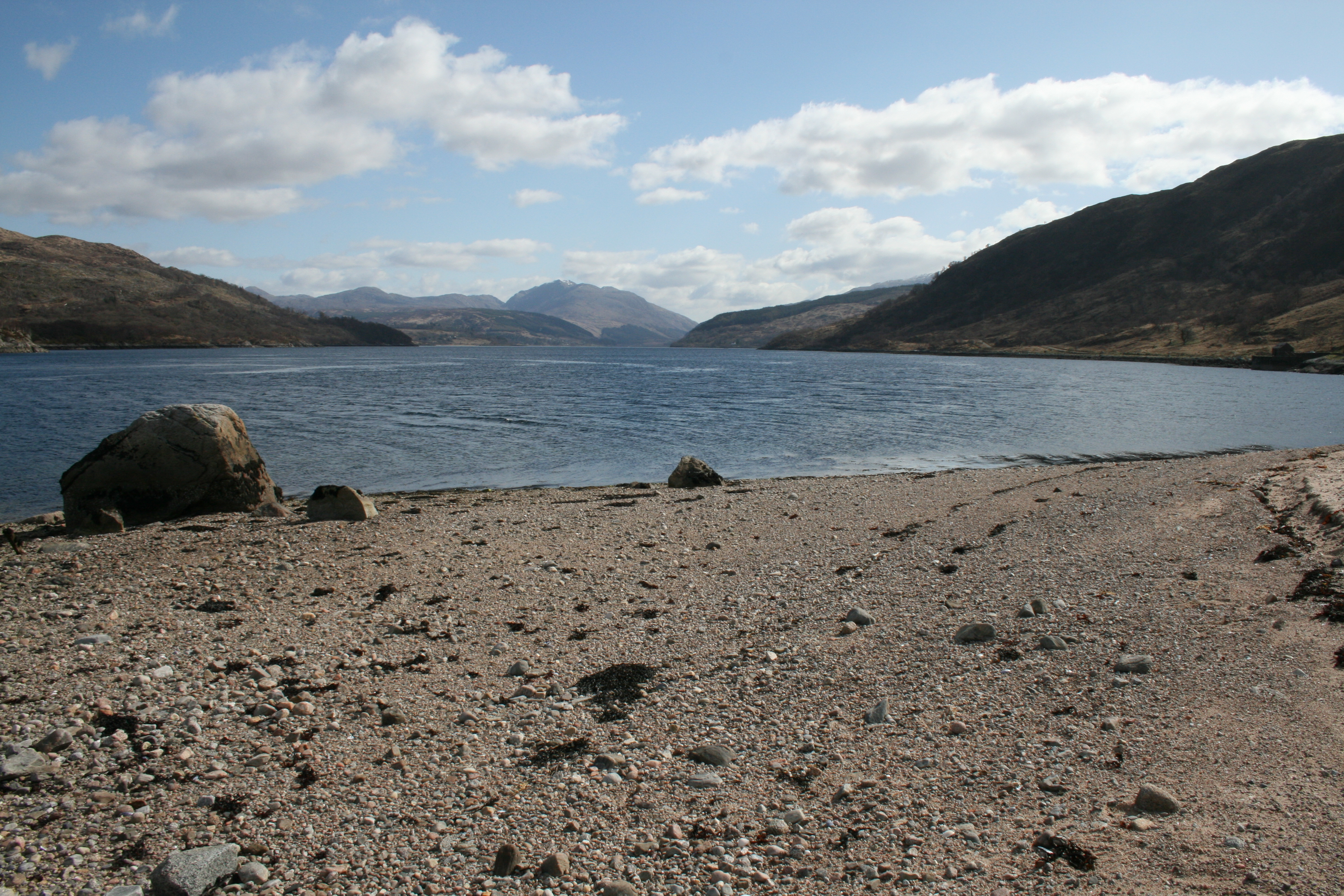
Der Loch Sunart bei Laudale Estate
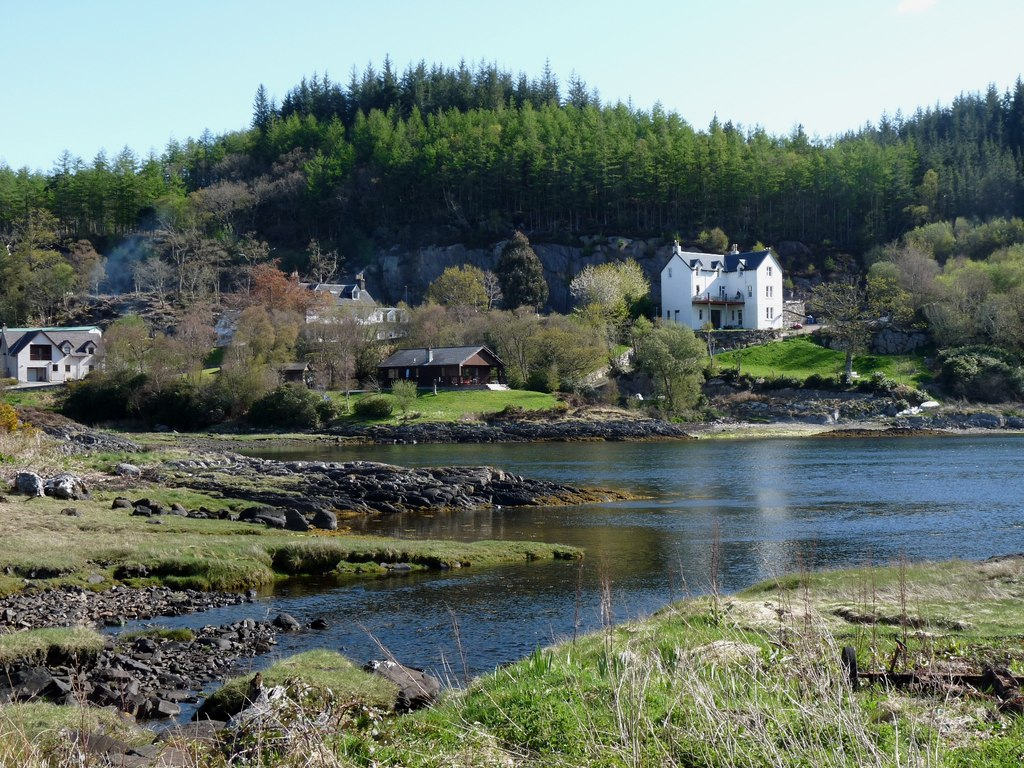
Die Bucht von Salen
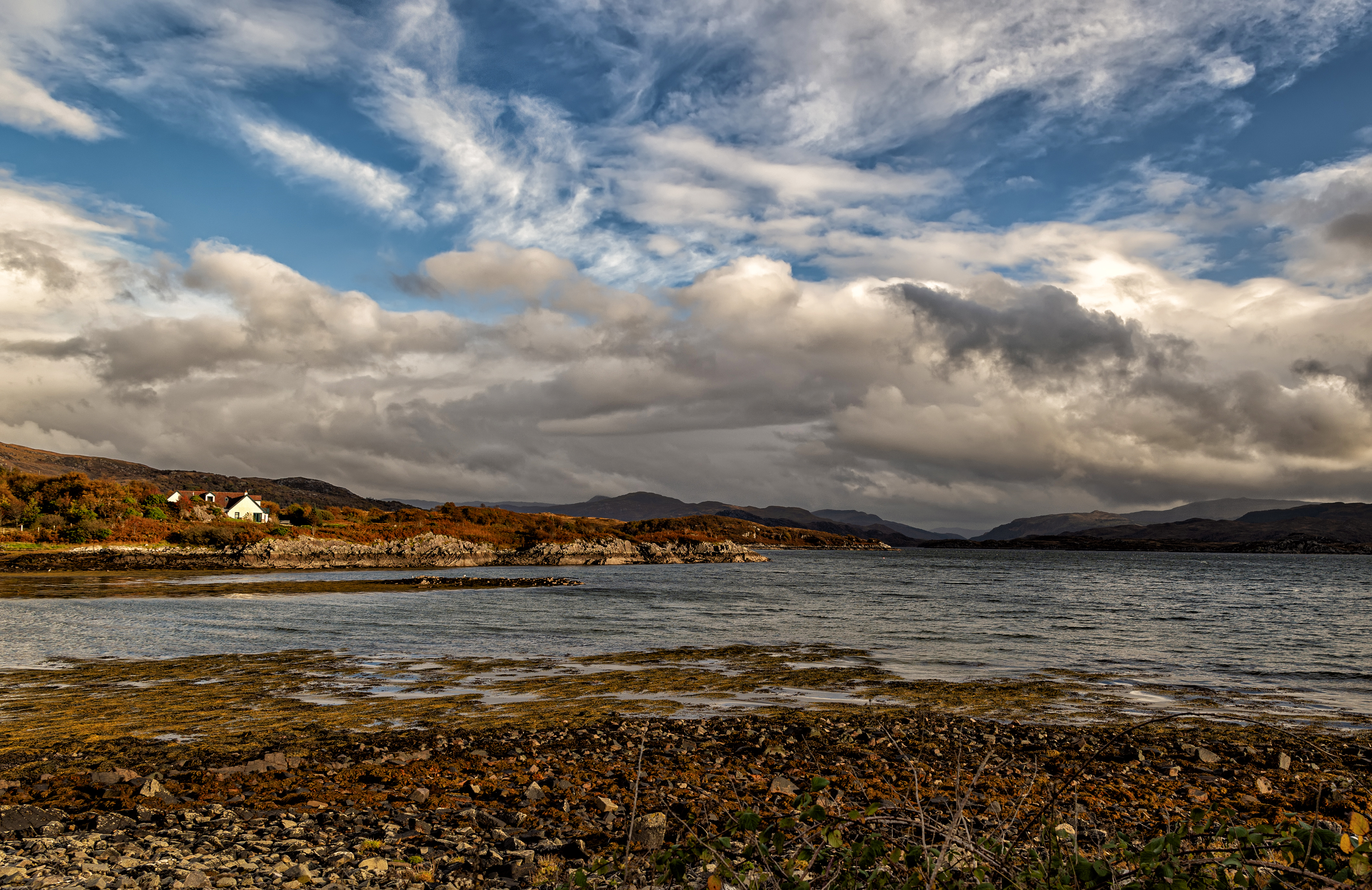
Loch Sunart entlang der Ardnamurchan-Küste
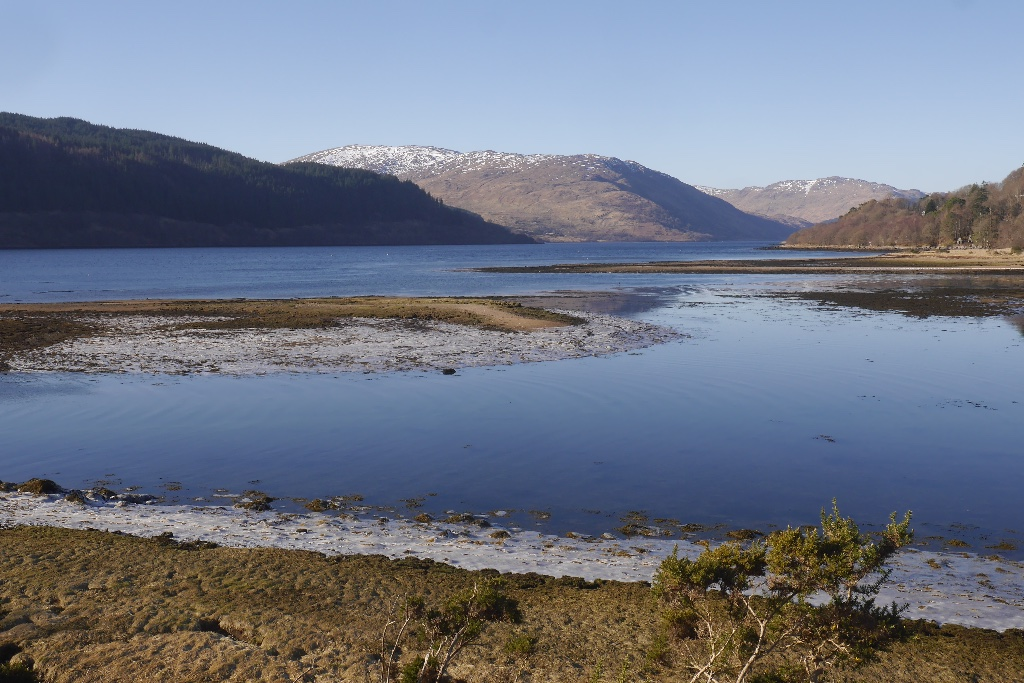
Gefrorener Intertidalbereich bei Strontian